# JR Hokkaidó

JR Hokkaidó provozuje vlaky na území označeném světle zelenou barvou.

Hokkaidská železniční společnost (japonsky 北海道旅客鉄道株式会社, Hokkaidó rjokaku tecudó kabušiki gaiša, anglicky Hokkaido Railway Company) je hlavním železničním dopravcem na ostrově Hokkaidó v Japonsku. Jeho kratší a známější jméno je JR Hokkaidó (JR北海道, v angličtině JR Hokkaido).